# 亨利·马蒂斯
亨利·埃米尔·伯努瓦·马蒂斯（法語：Henri Émile Benoît Matisse；1869年12月31日—1954年11月3日），法国画家、雕塑家及版画家，野兽派的创始人。 馬蒂斯與畢卡索、馬歇爾·杜尚一起為20世紀初的造型藝術帶來巨大變革。 他也是野獸派的領袖。 野獸派主張印象主義的理論，促成了20世紀第一次的藝術運動。使用大膽及平面的色彩、不拘的線條就是馬蒂斯的風格。風趣的結構、鮮明的色彩及輕鬆的主題就是令他成名的特點，也使得其成為現代藝術中最重要的人物之一。

## 生平
馬蒂斯在法國皮卡第博安昂韦尔芒多瓦長大，后決定於1887年去巴黎学习法律，幷於毕业后回家乡作为一名地方法院行政官。他在一次阑尾炎患病期间，首次作画并发现其中的乐趣“如同在天堂裡”，因而立志成為一名藝術家。 這樣的行為令他的父親十分失望。 1891年，他回到巴黎，在朱里安学院学习绘画，成为布格罗和莫罗的学生。他一開始先繪畫靜態生物及風景，並已基本精通。让·巴蒂斯·西美翁·夏尔丹、尼古拉·普桑及让-安东尼·华托等更早期的畫家都對馬蒂斯的風格造成影響，但近代的藝術風格如愛德華·馬奈和日本藝術也為他所吸收。其中夏尔丹更是讓馬蒂斯仰慕的藝術家，馬蒂斯在羅浮宮臨摹了夏尔丹的四幅畫像。
1896及1897年，馬蒂斯去拜訪一位澳大利亞藝術家約翰·彼得·羅素，當時這藝術家住在布列塔尼半岛離岸的貝勒島，更向他介紹印象派和當時寂寂無名的梵高的畫作（梵高曾經是羅素的朋友）。馬蒂斯的風格因此迅速改變，他在后来表示︰「羅素是我的老師，他告诉了我甚麼是色彩理論。」之後馬蒂斯在法國全國美術協會的畫廊展出了五幅畫作，其中兩幅被國家购下。
模特兒卡羅琳約勞在1894年為馬蒂斯誕下了一名女兒，並起名為瑪格麗特。馬蒂斯后於1898年1月10日與艾米莉結婚，他們共同撫養瑪格麗特成人，又再誕下兩名兒子，分別是在1899年出生的讓，及1900年出生的皮爾。瑪格麗特和艾米莉常常兼任馬蒂斯作畫的模特兒。 馬蒂斯很愛他的女兒瑪格麗特，並且經常成為馬蒂斯畫中的主角。瑪格麗特後來與歷史學家及哲學家Georges Duthuit結婚。
後來，馬蒂斯聽從卡米耶·畢沙羅的建議，到倫敦研習J·M·W·透纳的畫作，與另一個法國畫家阿尔贝·马凯一起工作，其後更遇到安德烈·德兰等人。馬蒂斯沉浸于工作之中，然而由於購買欽慕者的作品而陷入債務危機。當時他在家中陳列的作品包括一個羅丹雕刻的石膏半身像、 高更、梵高和塞尚（《三個浴女》）的三幅畫。馬蒂斯受到了塞尚作品中風格與色彩的啟發。
從1898年至1901年，因為拜讀了保羅·希涅克的著作，馬蒂斯主要使用分光派的手法繪畫。 1902年至1903年則是困難期，這一時期的作品都有一種憂鬱的風格。他在這一時期開始嘗試雕塑。

## 狂野之派：野兽派

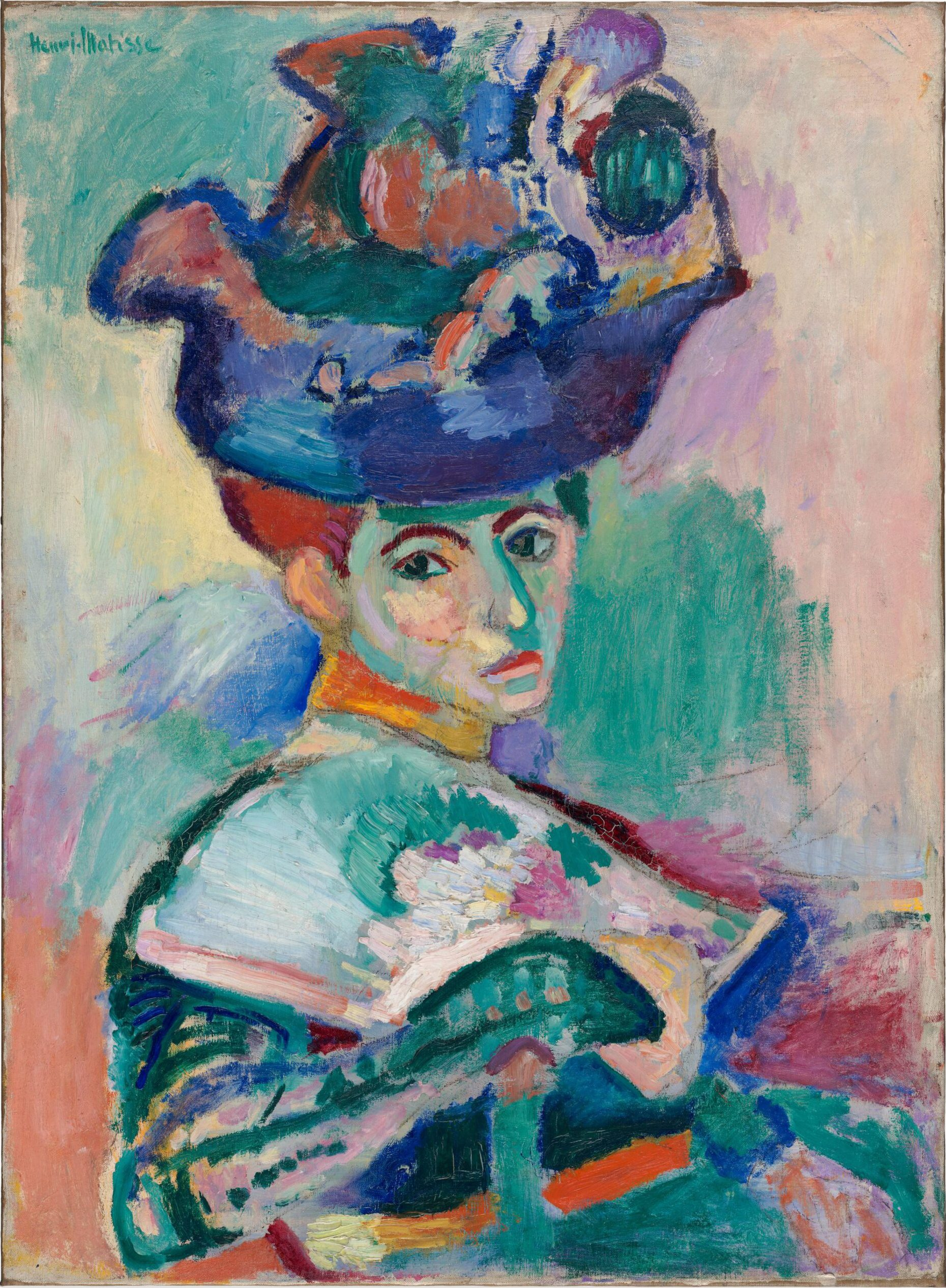
1905年的《戴帽子的女人》，現收藏在旧金山现代艺术博物馆

野獸派是一個在1900年開始的艺术風格，持續到1910年以後。這類的藝術運動只在1904至1908年間出現過，有三次的展出。運動的領袖是马蒂斯及安德烈·德兰。马蒂斯第一次的個人展覽是1904年在安布鲁瓦兹·沃拉尔的畫廊進行的，不太成功。當他在1904年花了一個夏天和新印象派畫家保罗·希涅克及Henri-Edmond Cross一起在圣特罗佩後，他對明亮及有表現力色彩的喜好開始廣為人知。那年他也畫了在新印象派畫風中最重要的作品《奢华、宁静和享受》。1905年他再往南邊旅行，到科利烏爾和安德列·德兰一起工作。這個時期繪畫的特點是平面的輸廓及受控制的線段，利用点彩画派的作法，但沒有以往那麼嚴謹。
1905年，马蒂斯和一群現在稱為野獸派的畫家一起在秋季沙龍中的一個房間舉辦展覽。繪畫中表達許多情感，且使用許多狂熱的，多半不協調的顏色，不考慮物體原始的顏色。马蒂斯在展覽中展出《開窗》及《戴帽子的女人》。由於會場該房間中有文藝復興風格多那太羅的雕像，評論家路易·沃塞勒的評論是「多那太羅被野兽包围了。」（Donatello parmi les fauves!）。這個評論在1905年10月17日刊登在日報Gil Blas上，演變為大眾的用語。展覽開始有許多尖銳的批評，評論家卡米耶·莫克莱說：「顏料的锅已经甩到了公众的脸上」，但也有受到一些正面的關注 。當其繪畫特別被點名谴责時，马蒂斯的《戴帽子的女人》被格特鲁德·斯泰因及利奥·斯坦買下來，讓马蒂斯受到各方攻擊的情形大為改善。

马蒂斯与安德列·德兰一起被认为是野兽派的引领者。此外，这两位艺术家有着友好的竞争者关系，并各自拥有一批追随者。而其他的野兽派成员有：乔治·布拉克，劳尔·杜飞和莫里斯·德·弗拉芒克等人。而象征主义画家古斯塔夫·莫罗则被认为是野兽派的精神导师与启发人：他鼓励他的学生们跳出传统的形式并跟随自己的眼睛。
1907年纪尧姆·阿波利奈尔曾在La Falange出版的一篇文章上这样评论到马蒂斯，“我们这里并不是在讨论一个过分或极端者的艺术：马蒂斯的艺术是非常合乎理性的。”但在同时期，马蒂斯的艺术也遭到了很多激烈的批评，收入降低难以养家。他的画作蓝色的裸体在1913年芝加哥的“国际现代艺术展览”上，也曾由于过于情色的女性裸体以及挑逗的姿势而引起一些抗议。
而在1906年之后“野兽派”运动的衰落并没有影响太多马蒂斯的艺术生涯；相反有许多他的杰作正是在1906到1917年这个时间段产生的，当时他活跃在著名的蒙帕纳斯艺术圈里，即使他有些保守的外表与资产阶级式的严肃工作习惯让他在这个圈子里显得有些格格不入。在此之间他一直接受着新的思想与影响。在这段时期他曾做过很多次旅行，到过很多地方：在1906年到阿尔及利亚为了学习非洲艺术以及原始主义艺术。然后1910去过德国慕尼黑为了观看一个盛大的伊斯兰艺术展览；他曾用了两个月在西班牙学习摩尔人的艺术；然后他曾在1912年与1913年到过摩洛哥两次。这些经历影响了他并让他在丹吉尔绘画时针对自己的艺术方法做出了一些改变，其中也包括了在绘画中将黑色作为一种颜色来使用。这种在用色上使用未经调和色彩的大胆的做法让马蒂斯的艺术呈现出一种新风貌并催生了Atelier Rouge（1911年）一样的作品。
马蒂斯曾有过很长的一段合作关系与俄罗斯艺术品收藏家谢尔盖·休金，而马蒂斯的伟大作品之一舞蹈（1909年）便是根据后者的委托而作的两幅绘画之一。另一幅是音樂（1910年）。前者先藏于纽约现代艺术博物馆。

## 部分作品
- 《傍晚巴黎聖母院的一瞥（英语：Notre-Dame, une fin d'après-midi）》(1902年)
- 《馬蒂斯夫人肖像（英语：Green Stripe）》 (1905年)
- 《開窗（英语：The Open Window）》 (1905年)
- 《戴帽子的女人》 (1905年)
- 《科利烏爾的一景（英语：Les toits de collioure）》(1905年)
- 《生之喜悅（英语：Le bonheur de vivre）》(1906年)
- 《年輕的水手II（英语：The Young Sailor II）》(1906年)
- 《紅色的馬德拉斯頭巾（英语：Madras Rouge）》 (1907年)
- 《蓝色裸体：关于Biskra的记忆（英语：Blue Nude (Souvenir de Biskra)）》 (1907年)
- 《紅色的和諧》 (1908年)
- 《對話（英语：The Conversation (painting)）》 (1909年)
- 《舞蹈（英语：Dance (Matisse)）》 (1909年)
- 《紅色的畫室（英语：L'Atelier Rouge）》  (1911年)
- 《瑣拉的陽台（英语：Zorah on the Terrace）》  (1912年)
- 《坐著的里夫（英语：Le Rifain assis）》  (1912年)
- 《黃色門簾（英语：Le rideau jaune）》(1915年)
- 《音樂課（英语：La lecon de musique）》(1917年)
- 《画面与模特儿（英语：The Painter and His Model）》  (1917年)
- 《尼斯室內》(Interior At Nice, 1920年)
- 《舉起手臂的宮女（英语：Odalisque with Raised Arms）》  (1923年)
- 《Yellow Odalisque（英语：Yellow Odalisque）》  (1926年)
- 《紫色礼服和海葵（英语：Robe violette et Anemones）》  (1937年)
- 《穿紫色外套的女子（英语：Woman in a Purple Coat）》  (1937年)
- 《Le Reve de 1940》  (1940年)
- 《两个女孩，黄色和红色的背景（英语：Deux fillettes, fond jaune et rouge）》  (1947年)
- 《爵士（英语：Jazz (painting)）》  (1947年)
- 《梅花盛开（英语：The Plum Blossoms）》  (1948年)
- 《沙佩杜达罗塞尔德旺斯》  (Chapelle du Rosaire de Vence, 1948~1951年)
- 《海兽》 (1950年)
- 《綠色背景的黑色葉子（英语：Black Leaf on Green Background）》（1952年）